# Coprofilia
Coprofilia (também conhecido pela palavra inglesa scat) consiste na excitação sexual relativa ao contacto com fezes. A prática inclui a manipulação, fixação, fotografia, afeto ou transtornos obsessivos ligados às fezes. Abrange um largo espectro de práticas, que pode inclusive chegar à coprofagia (ingestão de fezes).